# Rachel Joyce

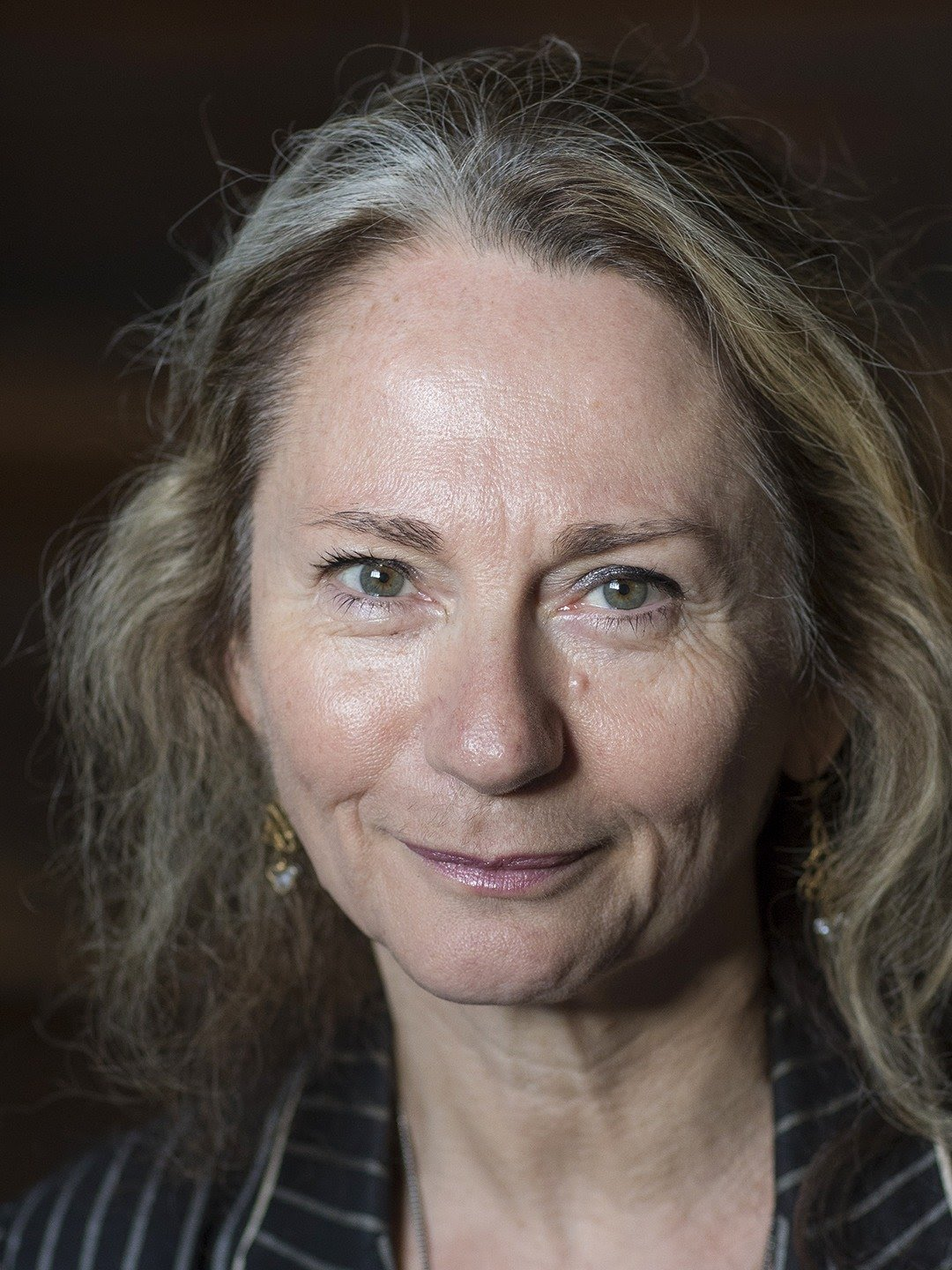
foto van rachel joyce

Rachel Joyce (1962) is een schrijfster uit het Verenigd Koninkrijk. Ze heeft meerdere toneelstukken geschreven voor BBC Radio 4, en heeft in 2007 gezamenlijk de Tinniswoord Award gewonnen voor haar hoorspel To Be a Pilgrim. Haar debuut roman, The Unlikely Pilgrimage of Harold Fry, stond op de 'long list' voor de '2012 Man Booker Prize, en in December 2012 ontving ze voor dit boek de "New Writer of the Year" award van de National Book Awards.
Ze had een eerdere carrière als actrice, en heeft gezegd dat ze tussen haar eerste schrijfambities op 14-jarige leeftijd en het schrijven van haar eerste roman "een jonge vrouw, een moeder, een actrice, een schrijver van radio drama -om nog maar te zwijgen van een vreselijke serveerster in een wijnbar, een huis-aan-huisverkoopster voor één ochtend en een assistent in een souvenirwinkel was".
Ze is getrouwd met acteur Paul Venables, en ze woont in Gloucestershire met haar man en vier kinderen.
Ze is de dochter van Myra Joyce en de zus van actrice Emily Joyce.

## Boeken
- The Unlikely Pilgrimage of Harold Fry (2012, Doubleday: ISBN 9780857520647) (nl: De onwaarschijnlijke reis van Harold Fry)
- Perfect (2013, Doubleday: ISBN 9780857520661) (nl: De dag dat de tijd stil stond)
- The Love Song of Miss Queenie Hennessy (2014, Doubleday: ISBN 9780857522450) (nl: Het liefdeslied van Queenie)
- A Snow Garden and Other Stories (2015, Doubleday: ISBN 978-0857523532)
- The Music Shop (2017, Doubleday: ISBN 978-0857521927) (nl: De platenzaak)
- Miss Benson's Beetle (11 June 2020, Penguin: ISBN 9780857521989)
- Maureen Fry and the Angel of the North(20 October 2022, Doubleday: ISBN 978-0857529008)

## Awards
- Tinniswood Award, 2007 (joint award), for To Be A Pilgrim
- French Literary Award ("Prix Littéraire des Jeunes Européens, 2014 France") for The Unlikely Pilgrimage of Harold Fry
- Wilbur Smith Adventure Writing Prize, 2021, for Miss Benson's Beetle

- Bibsys: 12058241
- Bibliothèque nationale de France: cb166246331 (data)
- Catàleg d'autoritats de noms i títols de Catalunya: 981058516668506706
- Gemeinsame Normdatei: 1022727168
- International Standard Name Identifier: 0000 0003 6023 7416
- Library of Congress Control Number: n2012004110
- Nationale Bibliotheek van Letland: 000204494
- MusicBrainz: 39195ae5-b9df-4035-8d68-19cfdbf666d1
- Nationale Bibliotheek van Tsjechië: xx0158876
- Nationale Bibliotheek van Israël: 987007290018105171
- Nederlandse Thesaurus van Auteursnamen: 341752177
- Système universitaire de documentation: 165129484
- Virtual International Authority File: 221119648
- WorldCat: E39PBJcrgYmWgWJcV9qMvGD8YP